# Kanton Saint-Vallier-de-Thiey
Saint-Vallier-de-Thiey is een voormalig kanton van het Franse departement Alpes-Maritimes. Het kanton maakte deel uit van het arrondissement Grasse. Het werd opgeheven bij decreet van 24 februari 2014, met uitwerking op 22 maart 2015.

## Gemeenten
Het kanton Saint-Vallier-de-Thiey omvatte de volgende gemeenten:
- Cabris
- Escragnolles
- Peymeinade
- Saint-Cézaire-sur-Siagne
- Saint-Vallier-de-Thiey (hoofdplaats)
- Spéracèdes
- Le Tignet